# Potres (Zupančič)
Potres je roman pisatelja Bena Zupančiča. Izšel je leta 1971.

## Zgodba
Popisuje vsakega prebivalca neke ljubljanske hiše in okolice - njihove značilnosti in zgodbe. Irena, odraščajoča hčerka hišnega gospodarja, in podnajemnik Rudolf, po poklicu novinar, se kljub očitni razliki v letih spoprijateljita. 
Irena si zastavlja razna vprašanja o svetu, in Rudolf ji na ta vprašanja odgovarja, včasih na zbadljiv način. Razglabljala sta praktično o vsem: o svetu, potovanjih, slonih, ljubicah, sanjah, šoli itd. Pogovore sta jemala kot nekaj vsakdanjega, samoumevnega. 
Življenje v hiši je potekalo po ustaljenih tirnicah, ni bilo strahu, da bi se kar koli spremenilo, do nekega jutra, ko je potres zamajal ljubljanska tla. Vendar potres ni najpomembnejši. Pomembnejša tragedija je bila, ko je pijan, objesten voznik do smrti povozil Ireno. Najbolj je zaznamovalo Rudolfa. Zanj je bil potres znamenje nečesa, kar se je že dolgo pripravljalo v njem samem. Spoznal je, kako je svet krhek in kako se stvari, ki se zdijo v določenem času sila pomembne, sesedejo v nič v tistem trenutku, ko si najmanj pozoren. 
Bistvo zgodbe je pisatelj povzel v stavkih: "Ne jočite za tistimi, ki odhajajo pravi čas. Tak je red narave. Jočite za tistimi, ki ne znajo živeti. Posvetite se življenju. Brez njega ni lahke smrti. Brez njega ostane tudi smrt brez smisla."

## Kritika in literarna zgodovina
"V romanu Potres (1971) je od življenjskih modrosti fabulativno in z usodami epskih oseb preizkusil načelo ravnotežja, s katerim življenje vse izravna in ga je zato treba sprejemati z zaupanjem. Človeku nekaj pomaga živeti, čeprav ga spremlja strah pred smrtjo. Tega "nekaj", kar mu bo pomagalo približevati se neizogibnemu nesmislu, ki čaka človeka na koncu, Zupančič ne opredeljuje, posredno, skoraj že simbolično pa z besedo "potres" zagotavlja, da sodobnega meščana lahko iztrga iz preveč udobne odtujenosti in bega v mrtvo samotarstvo le še "potres" ali silovit dogodek. V romanu je tak dogodek smrt." (Zadravec 1997: 82)